# هرمون ۶۸۴۳
سیارک ۶۸۴۳ (به انگلیسی: 6843 Heremon، نامگذاری:1975TC6) شش هزار و هشتصد و چهل و سومین سیارک کشف شده‌است که در ۹ اکتبر ۱۹۷۵ کشف شد.
قدر مطلق سیارک برابر ۱۳٫۰۰ است.